# En de groeten van Elio
... En de groeten van Elio is een Nederlandstalige jeugdroman, geschreven door Miep Diekmann, met illustraties van Jenny Dalenoord. Het werd uitgegeven in 1961 door Uitgeverij Leopold (Amsterdam) en een aantal maal herdrukt (5e druk: 1996). De doelgroep is 13+.

## Inhoud
Het verhaal speelt zich af op Curaçao, eind jaren vijftig, begin jaren zestig. Elio, bediende van Sjon Mato, wint een hoofdprijs bij de paardenrennen en is plotseling heel rijk. Na een lange reis gaat hij in Willemstad, bij de haven, brieven schrijven voor mensen die dat niet kunnen, en hij eindigt elke brief met "En de groeten van Elio".
De veertienjarige jongen Boechi vraag Elio om hem te helpen zijn vader te vinden. Deze is na het veroorzaken van een auto-ongeluk naar het buitenland gevlucht. Als Sjon Mato dan aan Elio vraagt om een boek voor hem te schrijven, schrijft deze een boek over de familie van Boechi, in de hoop dat Boechi's vader weer naar het eiland zal terugkeren.

## Vertalingen en prijzen
Het boek werd in 1963 naar het Duits vertaald door Wilhelm Niemeyer, met als titel Und viele Grüße von Wancho (Braunschweig, 1963). Het werd tevens vertaald in het Joegoslavisch.
In Duitsland won ... En de groeten van Elio, in de vertaling Und viele Grüße von Wancho, de Duitse Jeugdliteratuurprijs (1964).

## Boekbesprekingen
Na verschijning en na de toekenning van de jeugdliteratuurprijs verschenen er in verschillende kranten besprekingen van het boek.
- "Een van de weinigen die deze kunst werkelijk verstaat is Miep Diekmann. In enkele jaren heeft zij zich aan de top weten te plaatsen. Zij handhaaft zich daar volledig met haar nieuwste boek En de groeten van Elio. (...) Jenny Dalenoord heeft er mooie illustraties voor gemaakt". (Friese koerier, 1962).[1]

- "De schrijfster Miep Diekmann gaat er duidelijk van uit, dat een auteur voor kinderen zijn lezers gerust met wezenlijke problemen aan boord kan komen. In haar laatste, bijzonder waardevolle boek En de groeten van Elio is dat het probleem van Boechi, een Curaçaose jongen, die niet weet waar zijn vader is. (...) Van de mensen in dit boek heeft Miep Diekmann geen makkelijke typeringen gemaakt. Ze zitten gecompliceerd in elkaar zoals ieder mens. Maar wat zij doen en denken is steeds meevoelbaar verteld". (A. K-B., Het vrije volk, 1962).[2]

- "De schrijfster Miep Diekmann behoeft geen introductie; haar jeugdboeken hebben haar in de loop van een kwart eeuw bij ons een ruime bekendheid gegeven. (...) Zo besloot ze boeken voor de Antilliaanse jongeren over hun eigen omgeving te gaan schrijven. Het resultaat was een vijftiental boeken van meestal hoog gehalte (...). De vierde druk van deze omvangrijke roman is onlangs verschenen, een schitterend boek voor de wat oudere jeugd. (...) volkomen terecht herdrukt". (Wim Rutgers, Amigoe, 1980).[3]